# حركة نسوية للبدينات

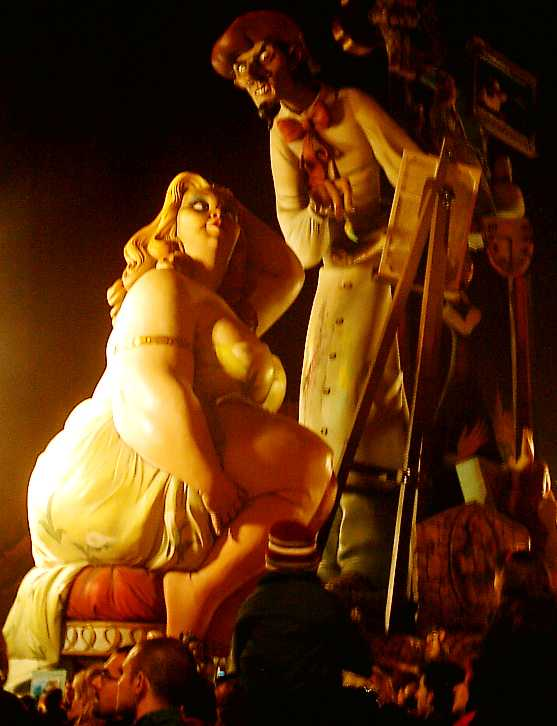

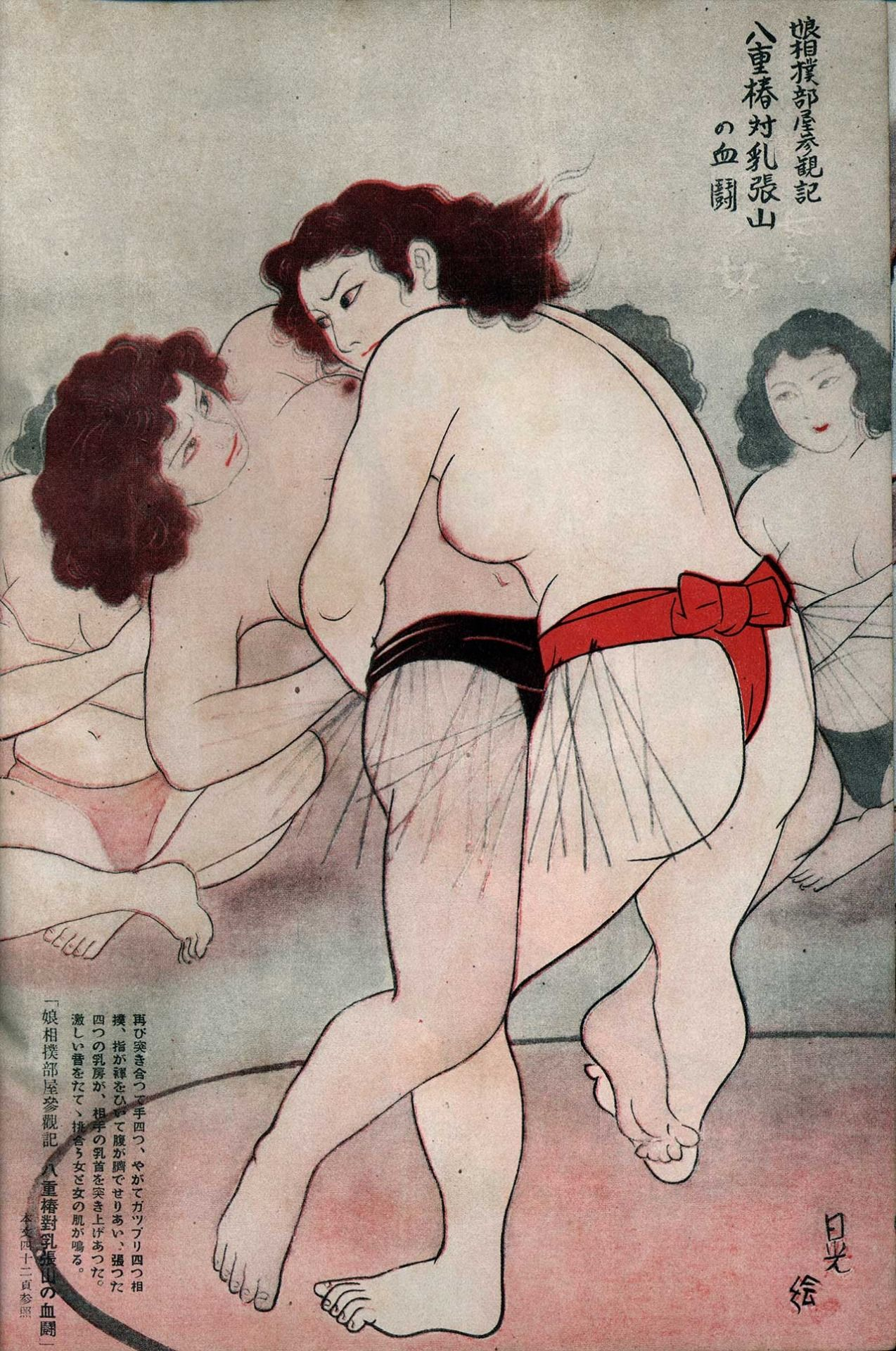

الحركة النسوية للبدينات أو الحركة النسوية الإيجابية للبدينات هي شكل من أشكال النسوية التي ترى أن النساء البدينات تعانين من الحرمان الاقتصادي والتربوي والاجتماعي والبدني بسبب وزنهن. وبدلاً من فقدان الوزن، تشجع الحركة النسوية الإيجابية للبدينات على قبول النساء من جميع الأحجام وتعارض أي شكل من أشكال التمييز على أساس الحجم. وقد نشأت الحركة النسوية للبدينات خلال الموجة النسوية الثانية، ولكنها لم تحظ بقبول شعبي. وعلى الرغم من ذلك، تعتبر الحركة النسوية الإيجابية للبدينات مجالاً متناميًا داخل الموجة النسوية الثالثة. وبينما تتمتع بعلاقات وطيدة مع حركة الرضا عن الذات للبدينات، تركز الحركة النسوية للبدينات على السيدات اللاتي يتعرضن للتمييز بسبب حجمهن.

## آراء
وفقًا لمونيكا بيرسون، أجابت أكثر من 56 بالمائة من النساء البدينات أو اللاتي يعانين من السمنة المفرطة بأنهن قد تعرضن لمعاملة غير حسنة من أطبائهن، وترى 46 بالمائة من النساء أن أطبائهن ينزعجون من النساء ذات الوزن غير الصحي.
وتزعم الحركة النسوية للبدينات أن إمكانية تعرض النساء للتمييز والمضاعفات الطبية تتزايد بالتناسب مع حجم الجسم؛ فالنساء البدينات بطبيعتهن وبشكل أكثر من المعتاد يضطررن إلى الدخول في دائرة من إنفاق المزيد من الأموال على الرعاية الصحية فقط لمعادلة زيادة الوزن.
وتزعم الحركة أيضًا أن التمييز على أساس الحجم يرتبط بالعنصرية والتمييز الجنسي والتفرقة العمرية ويماثلها. وقد رفضت الكثير من جماعات الأقليات الأخرى هذا الرأي؛ لأن الرأي العام يفترض أن الوزن، على الرغم من تأثره إلى حد ما بالوراثة، غالبًا ما يخضع لتحكم الفرد من خلال الأنظمة الغذائية وممارسة التمارين الرياضية، بينما العرق والجنس وغيرها من الأمور لا يمكن التحكم بها. فمن الناحية البيولوجية، تمتلك النساء نسبة دهون في الجسم أعلى من الرجال، مما يؤدي إلى الرأي القائل بأن التمييز على أساس الحجم يؤثر على النساء أكثر من الرجال. قد يرتبط التمييز على أساس الحجم بالعنصرية، كما يشير البعض إلى أن الحجم يتأثر بالعرق. على سبيل المثال، تنتشر السمنة في أوساط النساء الأمريكيات من أصل إفريقي بشكل أكبر من النساء البيض. وتنبع حجة ممارسي التفرقة العمرية من الرأي القائل بأن النساء تزيد أوزانهن بشكل طبيعي مع التقدم في العمر، خاصةً بعد الولادة نظرًا لفقدان الأم النشاط الذي كانت تتمتع به أثناء الولادة أو بعدها واستمرارها في تناول الطعام كما كانت من قبل.

### صورة الجسم
تعارض الحركة النسوية للبدينات مفهوم الشكل «المثالي» الثابت للنساء الذي يفرضه المجتمع. وترفض أي أفكار تقول إن أي انجذاب نحو الأشخاص ينبع من أسباب تطورية وأن هذا الانجذاب يكون غريزيًا. وتزدري الحركة أي نكات يتم إطلاقها على البدينات في المسلسلات الكوميدية، والترويج لشكل الجسم النحيف على شاشات التلفاز، في هوليوود ومنصات عرض الأزياء. وفي المتوسط، يقل وزن عارضات الأزياء المشهورات بنسبة 23 بالمائة عن وزن المرأة العادية، ويقل بنسبة 5 بالمائة عن عدد النساء اللاتي يتمتعن بأجسام العارضات. تنتقد النسويات البدينات هذه المُثل المتعلقة بنوع البنية الجسدية نظرًا لصعوبة وصول الكثير من النساء في الحياة الواقعية إلى مثل هذه البنية، مع لفت الانتباه إلى النتائج، مثل دراسة كرامر عام 1989 التي نُشرت في المجلة الدولية للسمنة، التي تشير إلى أن محاولات فقدان الوزن بنسبة تقل عن ثلاثة بالمائة تنجح بعد مرور خمس سنوات. ويعتقدن أن ذلك سيعرض النساء لخطر صورة الجسم المشوهة أو فقدان الشهية أو الشره المرضي (البوليميا)، أو أي اضطرابات طعام أخرى، والتي قد تؤدي إلى الوفاة، خاصة بين الشابات.

### اللياقة البدنية
تعارض النسويات البدينات الاعتقاد القائل بأنه لا يمكن للفرد أن يعاني من زيادة الوزن وأن يتمتع باللياقة البدنية في الوقت نفسه. وبدلاً من ذلك، تؤمن النسويات بالصحة بكل المقاسات (HAES)، وهو نهج يركز على السلوكيات الصحية، بما في ذلك الرضا عن الذات وممارسة التمارين الرياضية بانتظام، والقضاء على إحدى المشكلات التي تواجههن وهي: فقدان الوزن.

## معلومات تاريخية

### السنوات الأولى
نشأت الحركة النسوية للبدينات وحركة الرضا عن الذات للبدينات] المرتبطة بها في أواخر ستينيات القرن العشرين، وهي الفترة التي ظهرت فيها الموجة النسوية الثانية. وفي أواخر ستينيات القرن العشرين وسبعينياته، برز عدد من الناشطات مثل سارة فيشمان، ودكتور فرانكلين إجواي، وجودي فريسبيريت، وكارين جونز، التي تعرف حاليًا باسم كارين ستيمسون. وفي عام 1973، أصدرت كل من فيشمان وفريسبيريت بيان تحرير البدينات وفيه عارضت كل منهن التمييز على أساس الحجم باعتباره تمييزًا جنسيًا. وقد واجهت هذه الحركة ردود فعل متباينة خلال ستينيات القرن العشرين، وهو العقد نفسه الذي أصبح فيه مظهر عارضة الأزياء تويجي] أحدث صيحات الموضة. وقد نشطت بعض النسويات، مثل غلوريا ستاينم وجين فوندا، خلال العقد الذي كان سائدًا فيه الاعتقاد بأن التخلص من سمات «الأنوثة» أمر ضروري للاندماج في مجتمعٍ يسيطر عليه الذكور. وقد واصلت الناشطات تنظيم المظاهرات ومتابعة نشاطهن. وعلى الرغم من عدم حصول النسويات البدينات على دعم من المنظمة الوطنية للمرأة، فقد أسسن منظمات تدافع عن الرضا عن الذات مثل الرابطة الوطنية لزيادة الرضا عن الذات للبدينات (NAAFA) والحركة السرية للبدينات (Fat Underground) وفريق العمل المعني بصورة الجسم (The Body Image Task Force) (سانتا كروز) والمنظمة المعنية بالصورة الإيجابية للجسم (The Body Positive).

### في القترة ما بين ثمانينيات القرن العشرين وحتى القرن الحادي والعشرين
خلال ثمانينيات القرن العشرين، نجحت الحركة نجاحًا متباينًا. وقد تم تأسيس المزيد من المنظمات وإصدار العديد من المنشورات ضد التمييز على أساس الحجم. وتم نشر أول كتاب خاص بالنسويات البدينات، وهو Shadow on a Tightrope: Writings by Women on Fat Oppression (ظلال حول الحبل المشدود: كتابات بواسطة نساء حول البدانة)، من تأليف ليزا شونفيلدر وبارب ويزر عام 1983. ونُشر العدد الأول من مجلة Radiance: The Magazine for Large Women في عام 1984. كما تم إنشاء علامات تجارية للملابس ومجلات الموضة خلال هذا الوقت لاستهداف الجمهور من البدينات. وقد واصلت النسويات البدينات مقاضاة برامج الأنظمة الغذائية بسبب مزاعمها الاحتيالية. ومع ذلك، لم تتراجع شعبية صناعة الأنظمة الغذائية، بل زادت بسبب الطفرة التي حدثت في اللياقة البدنية خلال ثمانينيات القرن العشرين. وتواصل الأمريكيات إنفاق ما يزيد عن 33 مليار دولار على منتجات الأنظمة الغذائية وبرامجها.
في تسعينيات القرن العشرين، دعمت المنظمة الوطنية للمرأة رسميًا الحركة النسوية للبدينات عندما اعتمدت المنظمة موقفًا ضد التمييز على أساس الحجم دون معارضة، وبدأت في تأسيس فريق العمل المعني بصورة الجسم. وفي عام 1992، أطلقت ماري إيفنز يونج، وهي ناشطة في مجال الصورة الإيجابية لحجم الجسم في إنجلترا، اليوم العالمي لعدم اتباع نظام حمية الذي كان من المقرر له أن يكون بمثابة نزهة. وبسبب المطر، فشلت خطتها، وعُقد الاحتفال في الداخل. وفي عام 1993، انضمت العديد من الجماعات النسوية الأمريكية في الاحتفال وشاركت 25 دولة في الاحتفال السنوي الثاني باليوم العالمي لعدم اتباع نظام حمية. ويتواصل الاحتفال باليوم العالمي لعدم اتباع نظام حمية في 6 مايو من كل عام.
وفي عام 1993، قضت المحكمة العليا في كاليفورنيا لصالح توني كاسيستا التي رفعت دعوى ضد متجر كميونتي فودز، وهو متجر في سانتا كروز، كاليفورنيا، حيث تم رفض توظيفها بسبب حجمها. وقد وضع ذلك حدًا للتمييز في العمل على أساس الوزن في ولاية كاليفورنيا.
خلال تسعينيات القرن العشرين، التقت حركة المجلة (Zine)، وحركة جرل المشاغبة (riot grrrl)، وحركة تحرير البدينات (Fat Liberation) بالعديد من الناشطات، وقد أسفر هذا اللقاء عن إصدار العديد من المجلات النسوية الخاصة بالبدينات. ومن بين هذه المنشورات كانت مجلة Fat!So?: for people who don't apologize for their size، لصاحبتها مارلين وان، وI'm So Fucking Beautiful لصاحبتها نومي لام، وFat Girl: a zine for fat dykes and the women who want them، وكانت تصدرها جماعة في سان فرانسيسكو في الفترة ما بين 1994 - 1997. وقد أطلقت مجلة ميس على نومي لام لقب «سيدة العام» لعام 1997، «بسبب جهودها في إلهام جيل جديد من النسويات بمقاومة اضطهاد البدينات». وفي عام 1999، وسعت مارلين وان نطاق مجلتها لتصبح كتابًا يحمل عنوان Fat!So؟: Because You Don't Have to Apologize for Your Size (سمينة، حقًا؟ لأنه ليس عليك الاعتذار بسبب حجمك). وفي عام 2005، نشرت العضوتان السابقتان في الجماعة التي تصدر مجلة Fat Girl ماكس إيربورن وشيري ميدنايت مجلة Size Queen:for Queen-Sized Queers and our Loyal Subjects.

### منذ بداية القرن الحادي والعشرين وحتى الوقت الحاضر
شهدت بداية القرن الحادي والعشرين زيادة في الحركات النسوية ونشاط البدينات على الإنترنت، والتي غالبًا ما كانت نشاطات متقاربة. وقد سُمي مجتمع مدونات قبول البدينات باسم «مجتمع البدينات» وتمتع ببعض الشهرة الإيجابية بين المنشورات الرئيسية. وقد أصدرت كيت هاردينج وماريان كيربي، وهن من المدونات البدينات البارزات، كتابًا عن المساعدة الذاتية تشاركتا في كتابته في عام 2009 بعنوان Fat-o-sphere: Quit Dieting and Declare a Truce with Your Body، ويضم الكتاب 27 فصلاً مخصصًا للموضوعات المختلفة، ومنها إيجابية الجسم، والصحة بكل المقاسات، والتغذية الحدسية.
وفي عام 2005، وضعت ليندا باكون نظام الاعتقاد بالصحة بكل المقاسات، والذي يرفض اتباع الحمية الغذائية، والنموذج الصحي القائم على الوزن. وتم اعتماد ذلك من قبل العديد من النسويات البدينات.
حققت بيث ديتو، قائدة الغناء في فرقة البانك الموسيقية جوسيب، والتي غنت من أجل تقبل البدينات، شهرة في منتصف القرن الحادي والعشرين مع اشتهار ألبوم فرقة جوسيب عام 2006 بعنوان «الوقوف في طريق التحكم» (Standing in the Way of Control)، والذي عمل على زيادة الوعي بالحركة.

### التداخلات مع أشكال الحركات النسوية الأخرى
كانت العديد من الكاتبات اللاتي شاركن في كتابة Shadow on a Tightrope: Writings By Women on Fat Oppression من السحاقيات، وشاركت الكثيرات في الحركة النسوية للسحاقيات.
وقد كان لدى النساء ذوات البشرة الملونة تجارب تختلف عن النساء البيض، اللاتي يتحكمن في الحركة النسوية للبدينات، فيما يخص السمنة. وتعتبر النساء الأمريكيات من أصل إفريقي أكثر عرضة لزيادة الوزن أو السمنة من النساء البيض، ولكن عادةً ما يشعرن بالقليل من الاستياء من السمنة التي يعانين منها. في العدد الأول الكامل من مجلة ميس في عام 1972، كتبت جوني تيلمون عن تجربتها متعددة الجوانب كامرأة سوداء بدينة، قائلة «أنا امرأة. أنا امرأة سوداء. أنا امرأة فقيرة. أنا امرأة في منتصف العمر. وأتلقى مساعدة اجتماعية. إذا كنت أحد هذه الأشياء، فأنت تعد شخصًا أقل شأنًا. إذا كنت جميع هذه الأشياء، فأنت لست سوى رقم في إحدى الإحصائيات».

## قائمة المصادر
- Malson, Helen and Burns, Maree, eds. Critical Feminist Approaches to Eating Dis/Orders, Routledge, 2009.
- Murray, Samantha. The 'Fat' Female Body, Palgrave Macmillan, 2008.
- Orbach, Susan. Fat Is a Feminist Issue, Arrow Books; New edition, 2006.
- Bordo, Susan. Unbearable Weight: Feminism, Western Culture, and the Body, Tenth Anniversary Edition, University of California Press, 2004.
- Braziel, Jana Evans and LeBesco, Kathleen. Bodies out of Bounds: Fatness and Transgression, University of California Press, 2001.
- Manton, Catherine. Fed Up: Women and Food in America, Praeger, 1999.
- Malson, Hellen. The Thin Woman: Feminism, Post-structuralism and the Social Psychology of Anorexia Nervosa (Women and Psychology), Routledge, 1997.
- Cole, Ellen and Rothblum, Esther D. and Thone, Ruth R. Fat: A Fate Worse Than Death? : Women, Weight, and Appearance (Haworth Innovations in Feminist Studies), Routledge, 1997.
- Hirschmann, Jane R. When Women Stop Hating Their Bodies: Freeing Yourself from Food and Weight Obsession, Ballantine Books, 1996.
- Fallon, Patricia and Katzman, Melanie A. and Wooley, Susan C., eds. Feminist Perspectives on Eating Disorders, The Guilford Press, 1996.
- MacSween, Morag. Anorexic Bodies: A Feminist and Sociological Perspective on Anorexia Nervosa, Routledge, 1995.
- Rothblum, Esther D. and Brown, Laura. Fat Oppression and Psychotherapy: A Feminist Perspective, Routledge, 1990.
- Parker, Patricia A. Literary Fat Ladies: Rhetoric, Gender, Property, Methuen, 1988.
- Harding, Kate and Kirby, Marianne. Lessons from the Fat-o-sphere: Quit Dieting and Declare a Truce with Your Body, 2009.
- Various. Shadow on a Tightrope: Writings by Women on Fat Oppression, Aunt Lute Books, 1995.
- Frater, Lara. Fat Chicks Rule!: How To Survive in a Thin-Centric World, Gamble Guides, 2005.
- Farrell Erdman, Amy. Fat Shame: Stigma and the Fat Body in American Culture, 2011.
- Shaw Elizabeth, Andrea. The Embodiment of Disobedience: Fat Black Women's Unruly Political Bodies, Lexington Books, 2006.
- Kinzel, Lesley. Two Whole Cakes: How to Stop Dieting and Learn to Love Your Body, The Feminist Press, 2012.
- Goodman, Charisse. The Invisible Woman: Confronting Weight Prejudice in America

## وصلات خارجية
- UK size acceptance site
- Fat Feminist Herstory, 1969-1993: A Personal Memoir by Karen W. Stimson
- Fat and Feminist Large Women's Health Experiences
- The Web of Size Acceptance: Internet Resources for Exploring a Feminist Issue
- Love Your Body نسخة محفوظة 30 أغسطس 2006 على موقع واي باك مشين.
- Recent Lawsuits about Fat Discrimination
- [[Laurie Toby Edison's & Debbie Notkin's body image blog [http://laurietobyedison.com/discuss/ Body Impolitic